# North Harbor Tower
De North Harbor Tower is een wolkenkrabber in Chicago, Verenigde Staten. Het gebouw staat op 175 North Harbor Drive. De bouw van de woontoren werd in 1988 voltooid.

## Ontwerp
De North Harbor Tower is 169,47 meter hoog en telt 55 verdiepingen. Het is door Fujikawa Johnson & Associates in modernistische stijl ontworpen en heeft een betonnen gevel.
De ramen in het gebouw steken in de vorm van een driehoek uit. Hierdoor maakt men optimaal gebruik van de uitzichten die het gebouw biedt. De totale oppervlakte van het gebouw bedraagt 86.083 vierkante meter.